# Tomatensaft

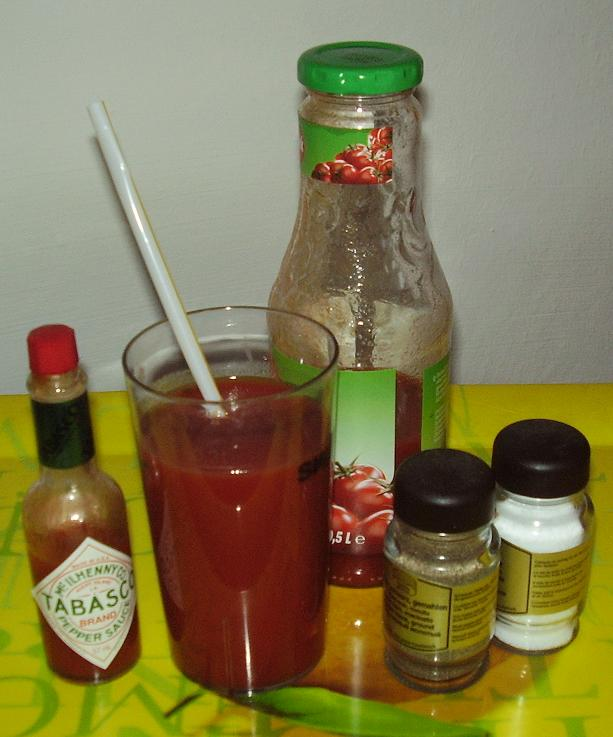
Tomatensaft neben typischen Gewürzen

Tomatensaft ist ein aus Tomaten hergestellter Gemüsesaft. Er enthält aufgrund der Erhitzung der Tomaten und Wasserverlust in der Herstellung deutlich mehr vom Pflanzenfarbstoff Lycopin als frische Tomaten. Dem Pflanzenfarbstoff wird unter anderem eine krebsvorbeugende Wirkung zugesprochen.
Ferner hat eine Studie des Instituts für Ernährungsphysiologie der Bundesforschungsanstalt für Ernährung und Lebensmittel in Karlsruhe ergeben, dass der tägliche Genuss von Tomatensaft das LDL-Cholesterin deutlich verringert und zur Verringerung der oxidativen DNA-Schädigung beiträgt. Angeblich stimuliert Tomatensaft auch das Immunsystem. Es ist bekannt, dass bereits die Azteken, Maya und Inka Tomatensaft zur Herstellung von Arzneigetränken verwendet haben.

## Herstellung
Die für die Herstellung benötigten Tomaten stammen in Europa meist aus Italien oder Spanien. Sie werden zunächst gründlich gewaschen. Die gewaschenen Tomaten werden in einem Kessel kurz mit heißem Wasser überbrüht, um die Schale zum Platzen zu bringen. Die Schale wird abgezogen und der Strunk entfernt.
Die Tomaten werden in der Regel zunächst zu Konzentrat verarbeitet. Dies macht den Hersteller von der Erntesaison unabhängig und senkt die Transportkosten. Das Konzentrat wird später rückverdünnt, das heißt, dem Konzentrat wird wieder Wasser zugefügt.
Im Handel erhältliche Tomatensäfte, die nicht aus Konzentrat erzeugt wurden, werden Direktsaft genannt.
Häufig sind dem Tomatensaft Salz, etwas Zitronensaft und Gewürze beigegeben.

## Tomatensaft bei Flugreisen

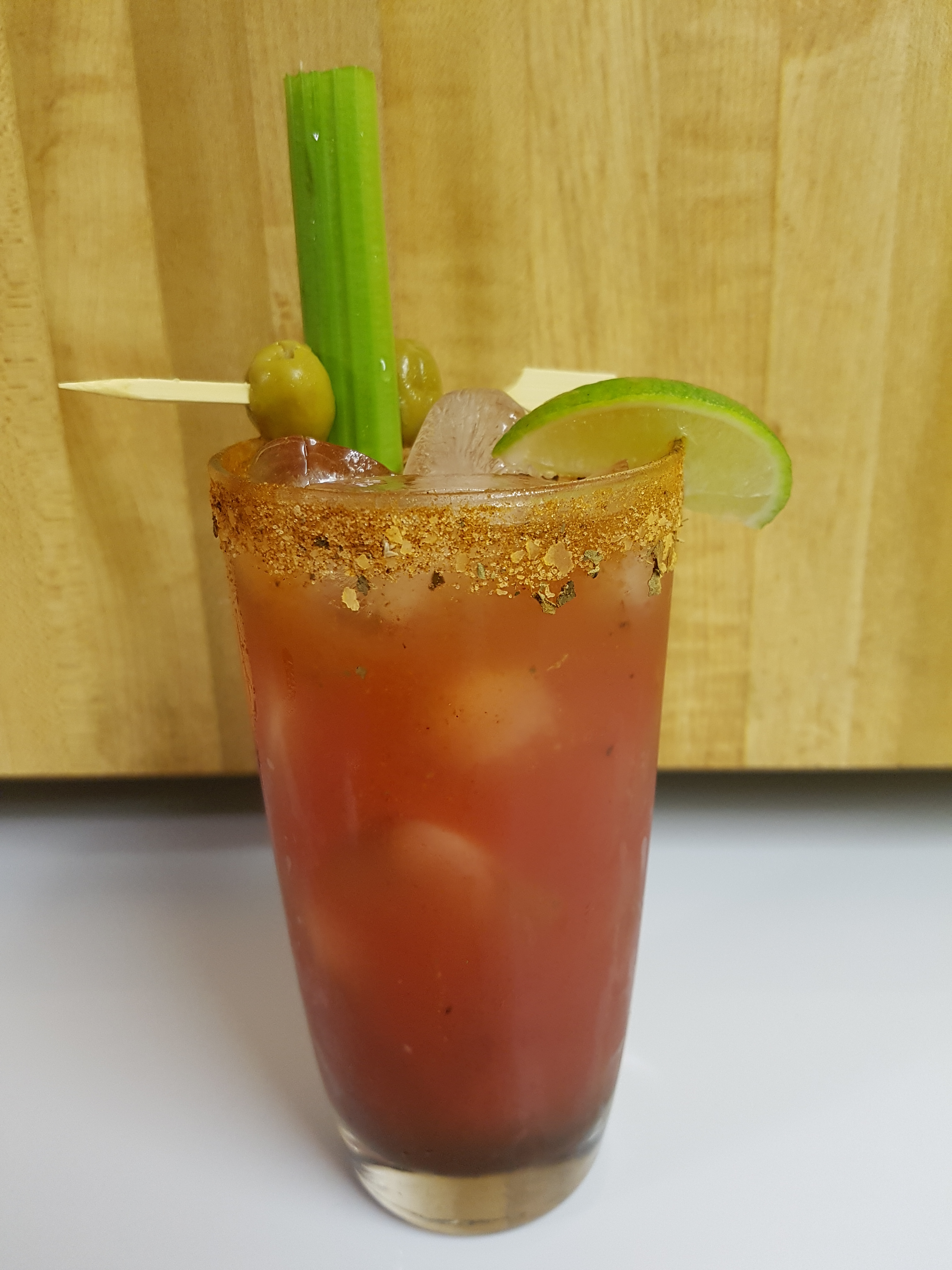
Cesar Cocktail

Ein besonderes Phänomen ist der überdurchschnittliche Genuss von Tomatensaft bei Flugreisen. Im Jahr 2008 schenkte etwa die Lufthansa an Bord ihrer Flugzeuge mit 1,7 Millionen Litern mehr Tomatensaft als Bier (1,65 Millionen Liter) aus. Zurückzuführen ist dies vermutlich auf den veränderten Geschmackseindruck, der durch den in den Flugkabinen herrschenden Niederdruck entsteht, zudem zügeln die Bitterstoffe den entstehenden Appetit. Ein weiterer Erklärungsversuch besagt, dass viele Fluggäste wegen eines flauen Gefühls im Magen statt zu einem sauren Saft lieber zu Tomatensaft greifen.
Eine weitere Studie deutet darauf hin, dass dies auf eine erhöhte Wahrnehmung des Umami-Geschmacks in der Kabine zurückzuführen ist.

## Gastronomie
In der Gastronomie wird Tomatensaft häufig mit Tabascosauce, Salz und Pfeffer gereicht. Er wird auch bei der Zubereitung von Cocktails verwendet; zu den bekanntesten auf seiner Grundlage zählt hier die Bloody Mary. In Nordamerika, besonders in Kanada, ist Tomatensaft mit zugesetztem Aroma auf der Basis von Muschelbrühe beliebt und wird für den kanadischen Nationalcocktail „Caesar“ verwendet.
Seit 1965 zählt Tomatensaft im Bundesstaat Ohio zu den bundesstaatlichen Wahrzeichen. Ohio trägt den Hauptanteil in der Tomatensaftherstellung der Vereinigten Staaten bei.